# XEMIT-AM
"Radio IMER", también conocida como XHEMIT-FM, es una estación de radio pública mexicana localizada en Comitán de Domínguez, Chiapas, como parte del espectro de frecuencia modulada a una frecuencia de 94.9 MHz.  Es operada por el Instituto Mexicano de la Radio. Su eslogan es "La voz de Balún Canán".
El Instituto Mexicano de la Radio, consiguió dos permisos para operar en Chiapas a través de las estaciones XECHZ (1560 kHz) y XEMIT (540 kHz). En 1985 el instituto y el Gobierno de Chiapas firman un acuerdo de operación para las estaciones. Comenzó transmisiones en noviembre de 1989.
La estación se concentró inicialmente en música regional, pero actualmente también emite música ranchera, balada moderna, música de marimba y noticias. El primer noticiario en ser transmitido fue Línea 54, creado para informar sobre la situación del levantamiento del EZLN en 1994.
El 28 de junio de 2012 XEMIT Migró a FM en el 107.9 FM y luego el 28 de octubre del mismo año, empenzó a transmite también por radio digital.
Sin embargo, la concesión para XHEMIT-FM caducó de manera efectiva 13 de abril de 2023, por no presentar una renovación oportuna. El Instituto Federal de Telecomunicaciones otorgó una nueva concesión, pero sin obligación de continuidad en AM y en 94,9 MHz, fuera de la banda reservada para estaciones comunitarias e indígenas. La nueva concesión inicialmente llevaba el indicativo de plantilla XHCPEO-FM, que se cambió nuevamente a XHEMIT-FM junto con los de otras cinco estaciones cuyas concesiones caducaron y fueron recompensadas.